# Afrikaspiele 2023/Judo
Bei den Afrikaspielen 2023 in der ghanaischen Hauptstadt Accra fanden vom 12. bis 15. März 2024 im Judo insgesamt 15 Wettbewerbe statt, davon je sieben bei den Männern und bei den Frauen sowie ein gemischter Mannschaftswettbewerb. Austragungsort war die Ga-Mashiae Hall im Trust Sports Emporium.
Judoka aus Angola traten bei den Wettkämpfen unter der Flagge der African Judo Union an.

## Bilanz

### Medaillenspiegel
| Platz  | Land                         | Gold | Silber | Bronze | Gesamt |
| ------ | ---------------------------- | ---- | ------ | ------ | ------ |
| 1      | Tunesien                     | 6    | 4      | 6      | 16     |
| 2      | Algerien                     | 2    | 3      | 1      | 6      |
| 3      | Senegal                      | 1    | 2      | 1      | 4      |
| 4      | Ägypten                      | 1    | 1      | 7      | 9      |
| 5      | Südafrika                    | 1    | —      | 3      | 4      |
| 6      | African Judo Union           | 1    | —      | 2      | 3      |
| 7      | Madagaskar                   | 1    | —      | 1      | 2      |
| 7      | Sambia                       | 1    | —      | 1      | 2      |
| 9      | Guinea                       | 1    | —      | —      | 1      |
| 10     | Kamerun                      | —    | 3      | 2      | 5      |
| 11     | Elfenbeinküste               | —    | 1      | 1      | 2      |
| 12     | Mauritius                    | —    | 1      | —      | 1      |
| 13     | Zentralafrikanische Republik | —    | —      | 2      | 2      |
| 14     | Niger                        | —    | —      | 1      | 1      |
| 14     | Nigeria                      | —    | —      | 1      | 1      |
| 14     | Dschibuti                    | —    | —      | 1      | 1      |
| Gesamt | Gesamt                       | 15   | 15     | 30     | 60     |

### Medaillengewinner
Männer
| Disziplin   | Gold                  | Silber           | Bronze                                       |
| ----------- | --------------------- | ---------------- | -------------------------------------------- |
| Bis 60 kg   | Leonardo Barros       | Fraj Dhouibi     | Adel Hamada Simon Zulu                       |
| Bis 66 kg   | Steven Mungandu       | Aziz Harbi       | Jason Zacko Ngawili Kais Moudetere           |
| Bis 73 kg   | Aleddine Ben Chalbi   | Wail Ezzine      | Rodrigo Fernando Aden-Alexandre Houssein     |
| Bis 81 kg   | Abdelrahman Mohamed   | Omar Mahmoud     | Abdoul Kader Boubacar Adamou Timothy Meuwsen |
| Bis 90 kg   | Abdelaziz Ben Ammar   | Abderahmane Diao | Yassine Kouraichi Ali Hazem                  |
| Bis 100 kg  | Koussay Ben Ghares    | Abdellah Fala    | Kobena Koffi Krémé Karim Ibrahim             |
| Über 100 kg | Mohamed El Mehdi Lili | Mbagnick Ndiaye  | Wahib Hdiouech Mohamed Aborakia              |

Frauen
| Disziplin  | Gold                         | Silber                       | Bronze                                   |
| ---------- | ---------------------------- | ---------------------------- | ---------------------------------------- |
| Bis 48 kg  | Oumaima Bedioui              | Priscilla Morand             | Geronay Whitebooi Natacha Razafindrakalo |
| Bis 52 kg  | Rahma Tibi                   | Marie Céline Baba Matia      | Charne Griesel Franca Audu               |
| Bis 57 kg  | Jasmine Martin               | Zouleiha Abzetta Dabonne     | Chaima Sidaoui Mariem Jmour              |
| Bis 63 kg  | Amina Belkadi                | Audrey Jeannette Etoua Biock | Ons Romdhani Nadia Guimendego            |
| Bis 70 kg  | Aina Laura Rasoanaivo Razafy | Zita Ornella Biami           | Farida Magdy Maram Jmour                 |
| Bis 78 kg  | Marie Branser                | Arij Akkab                   | Georgika Wesly Djengue Moune Aya Gaballa |
| Über 78 kg | Monica Sagna                 | Sarra Mzougui                | Georgette Sagna Crislayn Rodrigues       |

Mixed
| Disziplin  | Gold | Silber | Bronze | Bronze |
| ---------- | --- | --- | --- | --- |
| Mannschaft | TunesienAziz Harbi Aleddine Ben Chalbi Abdelaziz Ben Ammar Yassine Kouraichi Koussay Ben Ghares Wahib Hdiouech Chaima Sidaoui Mariem Jmour Ons Romdhani Maram Jmour Sarra Mzougui Zeineb Troudi | AlgerienKais Moudetere Wail Ezzine Aghiles-Imad Benazoug Abdelhamid Zmit Mohamed El Mehdi Lili Abdellah Fala Faïza Aissahine Zina Bouakache Amina Belkadi Dyhia Benchallal Louiza Ichallal | KamerunEnzy Kom Teddy Vladimir Carlos Ngueya Naheu Franck Ulrick Tahman Zan Marie Céline Baba Matia Audrey Jeannette Etoua Biock Zita Ornella Biami Georgika Wesly Djengue Moune Richelle Anita Soppi Mbella | ÄgyptenAdel Hamada Karim Elhagar Ali Hazem Zeyad Ayman Mohamed Aborakia Hady Hussein Tassnim Roshdy Haneen Altaeb Fatma Ghanem Farida Magdy Safa Soliman Farah Sharaf |